# حسيوند (مقاطعة دورة)
حسيوند (بالفارسية: حسیوند) هي قرية تقع في قسم دورة الريفي (مقاطعة دورة) في إيران. يقدر عدد سكانها بـ 483 نسمة بحسب إحصاء 2016.